# Portivechju
Port Vell (català) o Portivechju o Portuvechju (cors) (en francès i oficialment Porto-Vecchio) és un municipi de Còrsega, situat al sud-est de l'illa, al fons d'una llarga badia de 9 km, al departament de Còrsega del Sud.
Els genovesos van construir la ciutadella, el 1540, per protegir-se dels atacs pirates. Va prosperar gràcies a l'explotació de la sal. Avui encara es conserven 60 hectàrees de salines. Amb un ràpid creixement a la segona meitat del segle xx, convertir-se en un centre turístic, avui és la tercera ciutat de l'illa.
Hi destaca la ciutadella genovesa, del 1540, situada sobre el port esportiu. Als voltants s'hi troben nombroses platges: Palonbaggia, Sogno, Santa Giulia, Cala Rossa, Pinarellu. Davant del litoral de Porti Vecchju es troben les illes Cerbicale.
A l'interior, prop de Porto-Vecchio, es troba el massís de l'Ospédale, una extensa regió muntanyosa amb boscos, roques, llacs i cascades. Cap al nord, a la plana litoral, es cultiva el raïm amb el que es produeix el vi amb denominació d'origen «AOC Corse Porto-Vecchio».